# Operation World
Operation World is een boek onder redactie van Patrick Johnstone en Jason Mandryk. Beide zijn betrokken bij de zendingsorganisatie WEC International. 
Het boek bevat informatie en gegevens over de sociale, politieke en geestelijke situatie van alle landen, en regio’s van de grotere landen. Operation World wil christenen en kerken op deze manier betrekken bij de zending en hen stimuleren om te bidden voor deze landen. Door het blad Christianity Today werd het boek geplaatst in een lijst van de 50 meest invloedrijke boeken binnen de evangelicale beweging.
Er zijn inmiddels zeven edities van het boek verschenen. De eerste editie verscheen in 1964 vanuit Zuid-Afrika en bestond uit 32 pagina’s met informatie over 30 landen. De meeste recente editie verscheen in november 2010. De laatste daarvoor verscheen in 2005 en was een revisie van de editie uit 2001. Operation World is vertaald in het Chinees, Duits, Frans, Koreaans, Portugees, Russisch, Spaans en deels in Indonesisch en Italiaans. In totaal zijn er meer dan twee miljoen exemplaren van het boek gedrukt.